# Едвард Стахура
Едвард Єжи Стахура, Стед (*18 серпня 1937 y Шарв'є-Шаваньє —  †24 липня 1979 у Варшаві) — польський поет, прозаїк, автор пісенної лірики i перекладач.

## Життєпис

### Дитячі роки, юність, навчання
Народився у родині польських емігрантів у Шарв'є-Шаваньє (як місце народження подавав також Пон-де-Шерюї), в департаменті Ізер в регіоні Рона-Альпи (на південному сході Франції). Був другою дитиною в сім'ї Станіслава і Ядвіги Стахур. Під час хрещення отримав імена Єжи Едвард (зміни на Едвард Єжи зробив вже перебуваючи в Польщі). Батьки Стахури виїхали до Франції в пошуку роботи. Та країна потребувала робочої сили після втрат І Світової війни. Мешкали там 26 років, із них перших 6 мандруючи країною у пошуках праці. Стахура з дитинства виявляв зацікавленість до малюнку. Мати пригадує, що ще під час перебування у Франції дев'ятирічний Едзьо разом із другом розмалювали стіни сусідньої кав'ярні, вводячи в захват бувалих майстрів. Спогади з дитинства описані в оповіданню Jak mi było na Mazurach (Як мені було на Мазурах). Рідну мову вивчив у Франції у польській школі, до якої ходив по четвергам (день вільний від навчання).

Родина повернулася до Польщі в листопаді 1948 р. Спочатку хотіли осісти в Глівцах, але змінили плани й остаточно оселилися в Лазенцю недалеко від Александрув-Куявського. Там після батьків мати отримала будинок і клаптик землі. Дитинство проведене у Франції і навчання французької мали потужний вплив на стиль мови майбутнього поета. 11-річний Стахура розпочав навчання в Початковій Школі № 2 в Александрув-Куявському. Учнем був старанним. На початку мав проблеми з польською мовою, але швидко наздогнав матеріал. Закінчив школу у 1952 р. і розпочав навчання у ліцеї в Цехоцинку. До віддавленого від родинного будинку місця спочатку доїжджав потягом, а його улюбленим заняттям було вискакування з потягу, щоби скоротити собі дорогу додому.

Стахура почав писати у віці 17 років. Роздуми «Стахури» нащо він почав писати (у той спосіб говорить герой його повісті Fabula Rasa), що був у ліцеї один хлопчик, який писав вірші, з якого всі кепкували отже, Стахура взявся за писання віршів, щоби прийняти на себе половину насмішок і тим самим полегшити йому його долю. Вже в ліцеї планував вступати за напрямом електроніки, але пробуджене Янушем Жерніцким (тим самим, якого Стед рятував з поетичного іга) артистичне зацікавлення змусили змінити життєві плани Стахури. Віддбилося то також на його результатах в навчанні. Конфлікти з вчителями змусили Стахуру закінчувати ліцей вже не Цехоцинку, а в Гдині.

Стахура часто конфліктував з батьком, через що часто втікав з дому. Ночував у своєї тітки, яка мешкала поблизу. Досить швидко в родині почали сприймати його як непостійного, особливо після зміни планів стосовно навчання і кар'єри. Конфлікт з батьком мав вплив на формування особистості поета.

Дебютом у пресі є друк перших двох віршів (Metamorfoza i Odnalazły się marzenia) в гданському тижневику «Uwaga». Виступає як член групи «Kontrasty», до якої привів його Мечислав Чеховський.

У Гдині Стахура жив в інтернаті. Іспити склав у Загальноосвітній Школі. Що цікаве, в атестаті оцінку «дуже добре» Стахура мав із конкретних наук, натомість з польської мови лише «задовільно». Не був допущений до вступних іспитів до Вищої Школи Мистецтва в Гданську-Сопоті у зв'язку з несистематичністю. Втрачений рік планував використати багато пишучи і малюючи. Не вдалося однак йому зреалізувати своїх планів. Повернувся до Александрува, де мусив тяжко працювати на своє утримання (збивав скриньки, а також працював в домі носячи воду і ходячи до лісу по дерево). Конфлікт з батьком досі тривав.

Стахура вступив до Люблінського Католичного Університету в 1957 р. Не відомо, що підштовхнуло письменника на такий вибір навчального закладу, може, пізні терміни вступного іспиту на романістику. Був прийнятий на навчання і отримав залікову книжку Факультету Гуманітарних Наук. Зле йому жилося, не отримав ані місця в гуртожитку, ані стипендії. Траплялося ночувати на вокзалі і жебракувати. Місце в гуртожитку легально отримав лише після двох місяців клопотань. Жив у великій кімнаті з двохповерховими ліжками, але йому вдалося в тих тяжких умовах знайти час на писання. Декілька своїх віршів видрукував у Любліні. Провів також свій перший авторський вечір. Видавничої підтримки шукав також у Варшаві і в Торуні.

Літературний дебют Стахури випав на період малої стабілізації. Літературні діячі зреагували на цей факт утворенням «Orientacji Poetyckiej Hybrydy». У той момент Стахура вже мав за собою друк своїх віршів у «Twórczości» . Книжковим дебютом Стахури не був, як могло би здаватися, том поезії, а збірник оповідань Jeden dzień (Один день). Після його видання автор подав клопотання про прийняття його до Зв'язку Польський Літератів (Związek Literatów Polskich). Герой його прози з'явився як особа виокремлена з суспільства, яка бачить конфлікт між свободою і обмеженнями, які накладає культура. Можна було спостерігати філософічні нахили автора.

5 квітня 1963 р. Стахура одружився із Зитою Анною Бартковською, студенткою Варшавського Університету, письменницею під псевдонімом Зита Оришин (Zyta Oryszyn). Той період із життя Стахури надалі пов'язаний із постійними матеріальними проблемами.

26 червня 1965 р. отримав диплом магістра романської філології. Магістерсткий іспит здав на оцінку «добре». Одночасно працював над поемою Po ogrodzie niech hula szarańcza.

Важливим етапом у літературному житті Стахури було його перебування на глоговській землі. У січні 1967 р. письменник приїхав до Ґміни Котля. Запросив сюди його приятель Ян Чопік-Лежаховський (Jan Czopik-Leżachowski). Котле відвідував багато раз із дружиною Зитою (листування з Васлевом Ткачуком і Богуславом Жураковським від 1967 р.). Про перебування поета на глоговській землі наступного року свідчить картка вислана ним 25 березня 1968 р. з Глогова до Ришарда Мілчевського-Бруно.
Перебування в Котлі і околицях принесло поетові багато вражень, які потім він використав у повісті Siekierezada albo Zima leśnych ludzi. Тлом повісті, котра вийшла у 1971 р., були навколишні ліси і села: Гроховіце і Котля (приховуються вони під назвами Бобровіце і Хопла). Прототипами героїв були місцеві жителі і працівники лісництва (між іншим Владислав Майданський, Міхал Середюк). Навколо людей і місць, які поет увіковічнив у повісті палала ідея «Стахуріад» («Stachuriady»), що відбувалися в Гроховічах в роках 1983–1987, відновлених в 90 роках і які тривають до цього часу.

### Подорожі
Під час стипендій них поїздок (1969–1970) до Мексики вивчав літературу на тутешньому НАУМ (Національний автономний університет Мексики).

Часто подорожував; у 1966 — Югославія, 1971 — Близький Схід (Сирія), 1972 — Норвегія, 1973 — Швейцарія і Франція, другий раз у Норвегії, 1975 — подорож до США, Канади і Мексики.

У часи сірого польського комунізму це була людина «дуже ексцентрична і зухвала. Та його Франція приносила із собою світовий клімат. Французька мова була його другою рідною мовою, володів також іспанською. Був дуже начитаний. Відвідав чимало місць. Належав до тих поетів, які не мали постійних адрес, бо вважали, що адреса постійного місця проживання — це втрата свободи». Прагнув жити, працювати і писати, але не міг і не хотів пристосовуватися до того суспільства. Стахура хотів бути вільним і був вільним. Певною мірою. Постійно в дорозі. Ця подорож мала його звільнити від страждань.

«6 червня. Середа. Я так мотався по світі! „Wszystko jest poezja“ вражаюче це документує. Як і всі інші мої книги. Можливо, тому, що я — вигнанець. Не француз, не поляк, не мексиканець. Я не відчував під ногами землі, землі, яку називають власною, родинною, рідною[…].

Той факт, що я писав по-польськи, відіграв велику роль у моєму житті. Це, мабуть, тому мене завжди тягнуло на польську землю, коли я її полишав[…].

Може, я возніс себе понад Богом, поставив на перший план, змінив живу послідовність і раптом виявилося, що я зовсім самотній, неначе Бог мене залишив».

### Смерть
Могила Едварда Стахури на Північному Комунальному Цвинтарі у Варшаві.
Помер у своїй квартирі на вулиці Рембковскій у Варшаві. Пару місяців до того — 3 квітня 1979 р., намагався покінчити життя самогубством (кинувся під електропоїзд, внаслідок чого лишився чотирьох пальців на правій руці). Після того випадку протягом певного часу лікувався в психіатричній лікарні Лікарня «Древніца» в Зомбках під Варшавою з підозрою на діагноз біполярного афективного розладу. Протягом кількох місяців перед смертю писав щоденник Pogodzić się ze światem. 20 липня 1979 р. знову зголосився на лікування до лікарні «Древніца». На другий день пішов без відому персоналу. 24 липня 1979 р. у зв'язку з передозуванням психотропічними ліками намагався піддіти собі ножем жили, а потім повісився на шнурі прикріпленого до гаку в стелі.

## Творчість
Коли Едвард Стахура у 50-60 рр. XX ст. з'явився на публіці зі своєю творчістю, критика визнала його як багатообіцяючий літературний феномен. Однак оцінки його творчості не були однозначні. Пшибось та Івашкевич звернули увагу на відновлену літературну мову і відчуття світу. Богдан Задура в документальному фільмі стверджував: «Мені сподобалась ця література, яка не подібна до жодної іншої, до того, що писали його ровесники. Мене захоплював ліризм цих оповідань (…) Я не можу назвати нікого, хто хоч віддалено нагадував би його стилістикуі продовжив цей неповторний спосіб писання».
Підкреслюється його неповторність не лише в письменництві, а й у способі життя, завдяки якому він здобув популярність, особливо серед молоді.

Стахура як виконавець авторської пісні став відомим завдяки III програмі польського радіо. Він прийшов на ефір разом із Йонашом Кофтою. Їх поєднували мандрівки. Про авторську пісню Стахури розповідав тодішній радіожурналіст Янек Янчарський: «Едек мав у собі таке полум'я і правду, що не було вже й настільки важливо, чи виразно і чисто він співає (…).Для слухачів, як виявилося, це було фантастичне відкриття». Тексти його пісень співають і в наш час, вони стали класикою авторської пісні. Був такий період, у 80-их рр. XX ст., коли "запанувала справжня стахуроманія: подорожі до тих місць, які він описував; «Стахуріади», під час яких виконувались його пісні. Необхідний атрибут посвячених: рюкзак із п'ятитомним виданням його праць (з «Życiopisanie, którego nie było» Даріуша Пахоцького). Було соромно не знати Стахури. Відомі слова «Не здохнемо так швидко / Як уявляє смерть! /Земля нам замілка, / Зринемо в небеса! / Піднімайся, Бруно, / Ходімо на пиво; / Напевно там не вистачає нас! / Стоячи на місці, вже не один згинув, / Не один цвіт вже згас!» із пісні «Nie rozdziobią nas kruki» знала тоді кожна людина, яка себе поважала.

Критика, всупереч самому Стахурі, пов'язує його життя з творчістю. Між автором і його ліричним героєм ставлять знак рівності. Такий аналіз виник у зв'язку з непорозуміннями в інтерпретаціх творчості Стахури. Сьогодні його твори виконують між іншим Stare Dobre Małżeństwo (укр. переклад Старе Добре Подружжя), Jacek Różański (укр. Ясек Ружанський), Jan Kondrak (укр. Ян Кондрак), Federacja (диск «Stachura-Poematy»), Marek Gałązka (укр. Марек Галонзка), Sławomir Zygmunta (укр. Славомир Зигмунт), Hey, Jacek Wojciechowski (укр. Ясек Войчеховський), Anna Chodakowska (укр. Анна Ходаковська), група Leniwiec (диск «Rozpaczliwie wolny»), чи формація Babu Król. Займався також перекладом поезії, між іншим Хорхе Луїса Борхеса.

### Поезія
Стахура писав лірики, поеми, твори на межі поетичної прози, рефлексійної і нараційної. Звертався до балади і гавенди (gawęda) а також до безпосередніх авторських виступів на творчих вечорах, під час яких грав на гітарі і співав власні тексти. Писав також нотатки в дусі сильви (sylwy) — записки спостережень навколишнього світу — найголовніше під час подорожей, вдані в двухтомному збірнику Dzienniki. Zeszyty podróżne (tom I — lata 1956–1973[6]; tom II — lata 1973–1979[7]).

У його творчості відчутний драматичний конфлікт між натуральною потребою сприйняття життя, природи, людини і елементарних етичних цінностей та почуттям відчуженості, екзистенційного страху і відрази до сучасної дійсності.

Стахуру називають творцем «poezji czynnej»: він не лише часто читав і співав свої тексти, але і творив їх «у дорозі», доповнював і перероблював.

## Твори
- Dużo ognia (збірник поезії, 1963)
- Przystępuję do ciebie (поема, 1968)
- Po ogrodzie niech hula szarańcza (поема, 1968)
- Cała jaskrawość (повість, 1969)
- Piosenki, 1973
- Piosenki, 1974
- Kropka nad ypsylonem, 1975
- Opowiadania, 1977
- Missa pagana, 1978
- Fabula rasa (проза, 1979)
- Dużo ognia i tak dalej, 1978
- Oto (проза, 1979)
- Poezje wybrane, опрац. K. Rutkowski, 1980
- Wiersze wybrane, 1982
- Wybór wierszy, вибір і вступ Z. Fedecki, 1982
- Taki wieczór choć rano (вірші 1987)
- Dolina obiecana, вибір текстів A. Bień, 1995
- Listy do pisarzy, опрац. D. Pachocki, Wydawnictwo Iskry 2006
- Moje wielkie świętowanie, опрац. D. Pachocki (проза, 2007)
- Listy do Danuty Pawłowskiej, опрац. D. Pachocki, 2007
- Dzienniki. Zeszyty podróżne 1, опрац. Dariusz Pachocki, Wydawnictwo Iskry 2010
- Dzienniki. Zeszyty podróżne 2, опрац. Dariusz Pachocki, Wydawnictwo Iskry 2011

### Оповідання
- Jeden dzień, 1962
- Falując na wietrze, 1966
- Się, 1977
- Moje wielkie świętowanie, 2007

### Повісті
- Cała jaskrawość, 1969
- Siekierezada albo Zima leśnych ludzi, 1971

### Фейлетони, ескізи
- Wszystko jest poezja. Opowieść — rzeka., 1975
- Fabula rasa (proza, 1979)

### Листи
- Listy do pisarzy, опрац. D. Pachocki, 2006
- Listy do Danuty Pawłowskiej, опрац. D. Pachocki, 2007

### Посмертне видання
- Poezje wybrane, 1980
- Poezja i proza, 1982
- Postscriptum, 1990

### Екранізації
- Siekierezada (1985) реж. Leszczyński

## Дискографія

### Альбоми
- Piosenki (1985)
- Urodziny (1987)

### Музичні збірники
- Piosenki prawie wszystkie… (1993)

## Документальні фільми про Едварда Стахуру
- Wszystko jest poezja, реж. Andrzej Brzozowski (1990)
- Edward Stachura z tego świata, реж. Teresa Kudyba (2014)
- Życiopisanie, реж. Małgorzata Burzyńska-Keller (2014)